# Théodore Champion

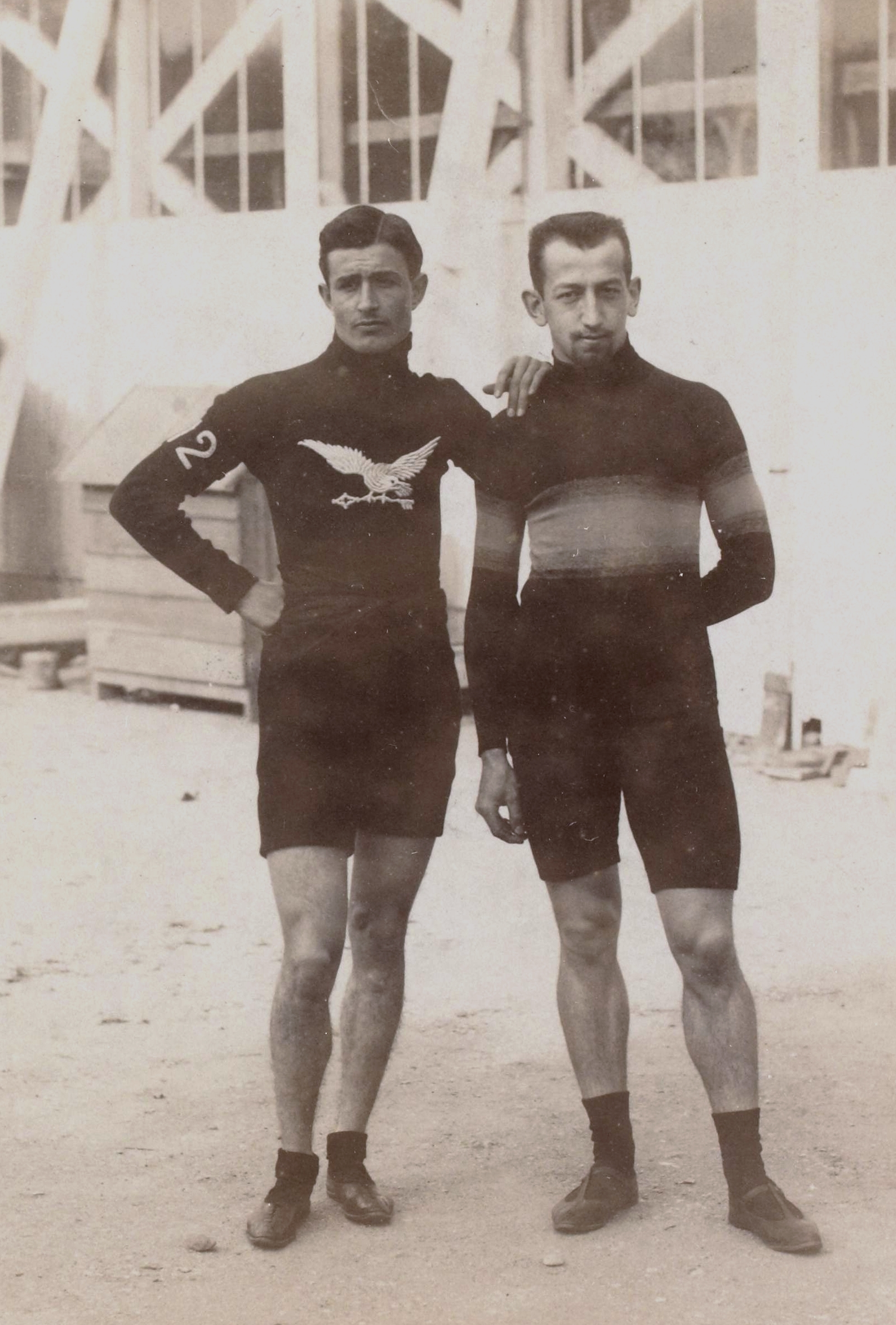
Théodore Champion (dir.) e Henri Henneberg no Paris-Roubaix (1898)

Théodore Champion (nascido a 14 de fevereiro de 1873 , em Genebra , e falecido a 31 de agosto de 1954 , no Chêne-Bourg) foi um negociante de selos e um ciclista da Suíça. Ele instalou-se no nº13 da rua Drouot em Paris, em 1899. Esta loja atraíu outros comerciantes, concentrando no bairro boa parte do comércio de filatelia de Paris.

## Biografia
Théodore Champion era filho de um funcionário bancário e de uma mãe coleccionadora de selos. O seu irmão Adrien e ele recolhiam também miniaturas postais. Eles não hesitavam em vasculhar o lixo do Banco do pai, para recuperar exemplares. Diz-se que eles tenham vendido a sua colecção por uma grande soma de dinheiro, para mostrar ao cético do pai os méritos dos seus negócios.
Ao mesmo tempo que pratica o comércio de selos, ele tem uma carreira como ciclista. Em 1894, é campeão de ciclismo da Suíça e ganha o Grande Prémio de Genebra.
Muda-se para Paris em 1899 com a sua colecção. Empregado do comerciante de selos Forbin, Champion compra em 1902 a loja da rua Drouot. Rapidamente, cria um boletim de notícias, onde dispõe da exclusividade das emissões de algumas administrações postais estrangeiras.
Consegue impor a coleção de selos novos, quando os coleccionadores de início do Século XX os coleccionam usados, o que equivale a dizer que eles tinham servido também nos seus escritórios postais.
Rapidamente se torna o mais importante negociante de selos em Paris, e é eleito membro da Academia de Filatelia em 1948.
Desde 1900 e do seu encontro com o editor Louis Yvert, mantém as avaliações impressas atualizadas no catálogo Yvert e Tellier. Depois da sua morte, Pierre Yvert e os irmãos Ladislas e Alexandre Varga compram a parte do seu stock de comércio para fundarem a Antiga Casa de Théodoro Champion. Os Varga, e João, filho de Ladislas, continuam a avaliar as classificações do catálogo Yvert e Tellier, até ao ano 2000.

## A empresa atual
A empresa Ancienne Maison Théodore Champion, sociedade de responsabilidade limitada, ainda existe e tem o seu nome. Tem mantido a sua importância devido à exclusividade da venda de emissões de países estrangeiros na França : Escandinávia, ilha territórios britânicos, etc., Em 1990, o volume de negócios era de 40 milhões de francos suíços.
Ela publica com o editor de selos Yvert e Tellier um boletim mensal que referencia, como e quando, as emissões de selos de todo o mundo, e atua como um complemento para o catálogo da editora.
Em 1990, a empresa deixou o nº 13 da rua Drouot, e repartiu-se em Paris, entre a rua d''Hauteville para a sede e a rua Courier para a armazenagem. Em Junho de 2003, ela fez um arrendamento na rua Drouot para instalar um ponto-de-venda.
A empresa é membro da Câmara francesa dos negociantes e especialistas em filatelia (CNEP).

## Tributos
Théodore Champion foi retratado várias vezes em selos:
- o Liechtenstein emitiu um selo postal com o seu retrato, em 1969;
- Antigua emitiu um selo com selo em 1993, onde ele é representado ao lado do selo francês "um franco vermelhão tipo Ceres",
- Montserrat, em 2002, num bloco de quatro selos em honra de Rowland Hill, da impressora Thomas Street, editora de Edward Stanley Gibbons.